# Saarbrücker Zeitung
Die Saarbrücker Zeitung (kurz: SZ) ist die einzige Tageszeitung der Stadt Saarbrücken und des gesamten Saarlandes. Das herausgebende Unternehmen ist die Saarbrücker Zeitung Medienhaus GmbH, die seit 2013 zu 56 Prozent der Rheinischen Post Mediengruppe gehört. Sie ist nicht zu verwechseln mit der ehemaligen Saarbrücker Landeszeitung.
Die Saarbrücker Zeitung unterhält im Saarland sieben Lokalredaktionen. Als alleiniger Anbieter hat sie im Tageszeitungsmarkt des Saarlandes ein Monopol inne. Die verkaufte Auflage beträgt 82.088 Exemplare, ein Minus von 55,7 Prozent seit 1998. Gedruckt wird die SZ in der verlagseigenen Druckerei in Saarbrücken.

## Geschichte

### In der Monarchie
Nachdem die fürstlich-nassauische Regierung, geführt von Wilhelm Heinrich von Nassau-Saarbrücken, am 24. Januar 1761 einen Auftrag an den Hofbuchdrucker Gottfried Hofer erteilt hatte, ein Allgemeines Wochenblatt zu drucken, erschien die Zeitung 1761 in der ersten Nummer unter der Aufschrift Nassau-Saarbrückisches Wochenblatt, wie bei Wagner, im Handbuch der Deutschen Tagespresse von 1937 und in anderen Quellen angegeben wurde. In dem Blatt wurden einmal in der Woche Bekanntmachungen der Regierung, Preise des Marktes und ähnliche Informationen gedruckt. Politische Nachrichten fehlten in dem Blatt.
Offensichtlich setzte sich der Name Allgemeines Wochenblatt im Titel des Blattes später durch. Eine ernste Krise der Zeitung bedeuteten die Auswirkungen der Französischen Revolution von 1793, die auch Saarbrücken betrafen. Das Erscheinen des Blattes wurde eingestellt. Im Jahre 1794 erfolgte eine Umbenennung des Blattes in Saarbrücker Wochenblatt anlässlich der Wiederaufnahme des Vertriebs. Die Anwesenheit der Franzosen führte dazu, dass alle Anzeigen und Akten in französischer Sprache gedruckt wurden. Diese Maßnahmen hatte der französische Präfekt angeordnet. Das Blatt musste dadurch Verluste hinnehmen und wurde auch nicht mehr regelmäßig herausgegeben.
Im Jahre 1808 nannte sich die Publikation Saarbrücker Offizielles Intelligenzblatt, um dann 1816 nach dem Anschluss an Preußen den Titel Saarbrücker Intelligenzblatt zu tragen. Nachdem die politische Ordnung verändert wurde, hieß die Zeitung nun Amtsblatt von Saarbrücken. Ab dem 22. Mai 1818 trug die Titelseite den preußischen Adler und die Aufschrift Intelligenzblatt von Saarbrücken, womit eine vollkommene Umstellung des Blattes abgeschlossen wurde. Ab dem 23. September 1836 wurde das Blatt Intelligenzblatt des Kreises Saarbrücken genannt, wobei die Auflage jetzt zweimal wöchentlich erschien. In den Jahren 1837 bis 1848 wurde die Zeitung dreimal in der Woche vertrieben.
Ab 1838 erfolgte die Umbenennung in Saarbrücker Anzeiger. Das Revolutionsjahr 1848 brachte auch eine erhebliche Politisierung der Bürgerschaft, so dass die Zeitung vom 1. Juli bis zum 22. September 1848 täglich gedruckt wurde. Jetzt wurden auch politische Deklarationen wie eine Petition an den König gedruckt. Ab dem 22. September 1848 führte die Zeitung den Titel Saarzeitung, um dann 1861 den Titel Saarbrücker Zeitung anzunehmen. Damit begann die Phase, in der sich diese Zeitung zur bedeutendsten im Saargebiet entwickelte.

### Im Saargebiet zwischen Frankreich und Deutschland
Nach dem Ersten Weltkrieg geriet auch die Saarbrücker Zeitung im Jahre 1920 in große Schwierigkeiten, weil die französische Besatzungsmacht die Zeitung in französisches Eigentum überführen wollte. Max Winkler leitete die finanziellen und unternehmerischen Maßnahmen ein, so dass die Zeitung im deutschen Besitz blieb. Im Jahre 1928 hatte die Zeitung eine Auflage von 70.000 Exemplaren.
Unmittelbar nach der Machtübernahme der Nationalsozialisten im Deutschen Reich wurde die Redaktionsleitung ausgewechselt und die Saarbrücker Zeitung unterstützte das neue Regime vorbehaltlos. Nach der Rückgliederung des Saargebiets wurde das Blatt auch formell mit der nationalsozialistischen Presse gleichgeschaltet.
Nach dem Zweiten Weltkrieg wurde die Zeitung ab dem 27. August 1945 wieder als Neue Saarbrücker Zeitung herausgegeben, um dann ab dem 5. September 1946 den Traditionsnamen Saarbrücker Zeitung von 1861 wieder aufzunehmen. Verleger und Herausgeber der überparteilichen Zeitung war Josef Maria Felten, Direktor des Presse-Verlag Saarbrücker Zeitung; die Auflage erreichte 1947 (bei dreimal wöchentlichem Erscheinen) 236.000 Exemplare.

### In der Bundesrepublik Deutschland
Nach dem Beitritt des Saarlands zur Bundesrepublik Deutschland in der Folge der Volksabstimmung vom 23. Oktober 1955 kaufte das neu geschaffene Bundesland 1956 für 1,3 Millionen Mark alle Anteile der Presseverlag Saarbrücker Zeitung GmbH.
Seit der Einstellung der sozialdemokratischen Saarbrücker Allgemeinen Zeitung am 27. April 1967 übt die Saarbrücker Zeitung auf dem saarländischen Zeitungsmarkt ein Monopol aus.
Am 5. November 1969 beschloss der Saarländische Landtag die Privatisierung der Saarbrücker Zeitung. Dazu wurde als privatwirtschaftliches Trägerunternehmen die Saarbrücker Zeitung Verlag und Druckerei GmbH in der Gutenbergstraße gegründet. Geschäftsführer waren Peter Neumann (* 1926) und Uwe Jacobsen (* 1936; zugleich Verlagsdirektor). 49 Prozent der Eigentumsanteile wurden an den Verleger Georg von Holtzbrinck verkauft und 26 Prozent unentgeltlich an die Gemeinnützige Förderergesellschaft Saarbrücker Zeitung übertragen. Die Förderergesellschaft ging im Jahr 2000 in die Gesellschaft für staatsbürgerliche Bildung Saar mbH (GSB) über, deren Anteilseigner die den Parteien CDU, SPD und FDP nahestehenden Stiftungen Union Stiftung, Stiftung Demokratie Saar und Liberale Stiftung Villa Lessing sind.
Im Mai 2012 gab die Verlagsgruppe Georg von Holtzbrinck ihr Regionalzeitungsgeschäft auf und verkaufte ihren Anteil von 52,33 Prozent am Saarbrücker Zeitungsverlag an die GSB. Die GSB wollte dabei nur vorübergehend als Mehrheitsgesellschafter fungieren. Sie bekundete, sie suche einen neuen Gesellschafter, der den Willen mitbringe, „die regionalspezifischen Ausprägungen der einzelnen Zeitungstitel zu erhalten und weiterzuentwickeln“. Bereits zum 1. Januar 2013 verkaufte die GSB 56 Prozent des Unternehmens an die Rheinische Post Mediengruppe weiter, die die unternehmerische Leitung übernahm und die Saarbrücker Zeitung wie die anderen Tageszeitungen der Gruppe in ihren Konzern eingliederte. 28 Prozent des Saarbrücker Verlags blieben weiterhin im Eigentum der GSB, 16 Prozent gehören einer Beteiligungsgesellschaft der Mitarbeiter.

## Auflage
Die Saarbrücker Zeitung hat in den vergangenen Jahren erheblich an Auflage eingebüßt. Die verkaufte Auflage ist in den vergangenen 10 Jahren um durchschnittlich 4,7 % pro Jahr gesunken. Im vergangenen Jahr hat sie um 6,8 % abgenommen. Sie beträgt gegenwärtig 82.088 Exemplare. Der Anteil der Abonnements an der verkauften Auflage liegt bei 89,9 Prozent.
| 1998   | 1999   | 2000   | 2001   | 2002   | 2003   | 2004   | 2005   | 2006   | 2007   | 2008   | 2009   | 2010   | 2011   | 2012   | 2013   | 2014   | 2015   | 2016   | 2017   | 2018   | 2019   | 2020   | 2021   | 2022  | 2023  | 2024  |
| ------ | ------ | ------ | ------ | ------ | ------ | ------ | ------ | ------ | ------ | ------ | ------ | ------ | ------ | ------ | ------ | ------ | ------ | ------ | ------ | ------ | ------ | ------ | ------ | ----- | ----- | ----- |
| 185445 | 184237 | 183229 | 182507 | 177700 | 171292 | 167184 | 163057 | 158707 | 156557 | 154508 | 151932 | 148984 | 147327 | 144572 | 138890 | 139367 | 138039 | 132073 | 128174 | 120011 | 115795 | 109821 | 103444 | 97678 | 92293 | 86004 |

Die Saarbrücker Zeitung wird von rund 460.000 Menschen (Mediaanalyse 2019, mit Pfälzischer Merkur) gelesen und von 480.000 Unique Usern (AGOF III/2013) im Internet genutzt.

## Online-Medien
Die Saarbrücker Zeitung war ab 1993 mit dem Angebot SZ-Newsline als eine der ersten deutschen Tageszeitungen im Internet präsent. Das SZ-Angebot ging 2002 in dem Portal Sol.de auf. 2007 wurde erneut ein Online-Angebot unter dem Namen Saarbrücker Zeitung eingerichtet. Die beiden Online-Angebote sollen unterschiedliche Zielgruppen ansprechen: Saarbruecker-Zeitung.de die ältere, nachrichteninteressierte Leserschaft, Sol.de mit einer nach eigenen Angaben von der Zeitung unabhängigen Redaktion die jüngeren Internet-Nutzer, die an Entertainment, Terminen und Communitys interessiert sind.

## Chefredakteure
- 1893–1921: Albert Zühlke[17]
- 1921–1925: Otto Eckler
- 1925–1933: Arnold Nagel
- 1933–1935: August Hellbrück
- 1935–1939: Max Steigner
- 1943–1945: Kurt Dammann
- 1947–1952: Louis N. Knaff[18]
- 1956–1956: Claus Becker
- 1957–1965: Wilhelm Gries
- 1965–1972: Wolfgang Saile
- 1973–1974: Nikolaus Baur
- 1976–1985: Hans Peter Sommer
- 1986–1996: Rudolph Bernhard
- 1996–2004: Friedhelm Fiedler
- 2005–    : Peter Stefan Herbst